# Cafecito Martínez
José Alberto Martínez (25 de julio de 1988 en La Guaira) conocido como "Cafecito" Martínez es un jardinero venezolano de béisbol profesional que juega para los Leones de Yucatán en la Liga Mexicana de Béisbol.Martínez también se desempeña en Liga Venezolana de Béisbol Profesional junto a los Tigres de Aragua como jardinero izquierdo y derecho.

## Carrera
"Cafecito" logró conseguir contrato con los Reales de Kansas City en enero de 2015 gracias a su destacada actuación con los Tiburones de La Guaira en la Liga Venezolana de Béisbol Profesional 2014/15, y finalmente pudo recoger la buena cosecha que sembró durante todo el año. Martínez se convirtió en 2015 en el campeón bate de la Liga de la Costa del Pacífico al ligar .384 con el Omaha Storm Chasers, filial triple A (Ligas Menores de Béisbol) de los Reales de Kansas City. Martínez terminó la campaña con 25 dobletes, 10 jonrones, 60 carreras impulsadas y 57 anotadas en 98 juegos en Triple A. Asimismo se embasó en 48 de los últimos 49 juegos, y en 67 de los últimos 71, que data desde el mes de mayo, según el departamento de prensa del Omaha.
Martínez logró mantener la producción ofensiva durante toda la temporada y no solo conquistó el título de bateo, sino que también logró implantar un nuevo récord en la liga superando el average de .383 que había dejado Rick Short en 2005 con New Orleans. Dentro de la franquicia, superó los .372 puntos que ligó Jeremy Giambi en 1998. El average de Martínez también es el más alto para todos los jugadores de las menores en 2015.
Los Reales de Kansas City anunciaron la incorporación en el roster de 40 al jardinero de los Tiburones de La Guaira, José “cafecito” Martínez. Quien es incorporado a un róster de 40 de Grandes Ligas por primera vez en su carrera, aseguró entre su entusiasmo que la decisión de continuar su participación con los salados en la presente campaña (temporada 2015-2016) ya no está en su poder. De ahora en adelante, habrá que esperar por instrucciones de los Reales de Kansas City.

## Datos personales
Es hijo del expelotero ya fallecido Carlos "Café" Martínez por el que lleva su apodo de "Cafecito" en referencia a su padre que era conocido como el "Cafe" y es hermano del también beisbolista Teodoro Martínez, quien debutara con los Tigres de Aragua y actualmente es ficha de los Tiburones de La Guaira tras un cambio.
En honor a su padre usa el número 40 con Tiburones de La Guaira Número que fue retirado por este mismo equipo pero por ser su hijo lo utiliza.